# Myrsine oblongibacca
Myrsine oblongibacca är en viveväxtart som först beskrevs av Elmer Drew Merrill, och fick sitt nu gällande namn av J.J. Pipoly. Myrsine oblongibacca ingår i släktet Myrsine och familjen viveväxter. Inga underarter finns listade i Catalogue of Life.